# Waking the Fury
Waking the Fury es el noveno álbum de estudio de la banda de thrash metal canadiense Annihilator. Fue lanzado en el año 2002.

## Lista de canciones
1. "Ultra-Motion" (Jeff Waters) – 5:07
2. "Torn" (Joe Comeau, Jeff Waters) – 5:02
3. "My Precious Lunatic Asylum" (Joe Comeau, Jeff Waters) – 5:47
4. "Striker" (Jeff Waters) – 5:00
5. "Ritual" (Joe Comeau, Jeff Waters) – 5:16
6. "Prime-Time Killing" (Jeff Waters) – 4:32
7. "The Blackest Day" (Joe Comeau, Jeff Waters) – 5:10
8. "Nothing to Me" (Jeff Waters) – 4:34
9. "Fire Power" (Jeff Waters) – 4:53
10. "Cold Blooded" (Joe Comeau, Jeff Waters) – 3:53

Bonus Tracks
1. "Shallow Grave (Live)"
2. "Nothing To Me (Radio Edit)"